# Ellington (cráter)
Ellington es un cráter de impacto de 216 km de diámetro del planeta Mercurio. Debe su nombre al músico estadounidense  Duke Ellington (1899-1974), y su nombre fue aprobado por la  Unión Astronómica Internacional en 2012.